# Vuelo 604 de Flash Airlines
El vuelo 604 de Flash Airlines fue un vuelo chárter operado por la compañía egipcia Flash Airlines. El 3 de enero de 2004, el Boeing 737-300 se estrelló en el Mar Rojo poco después de despegar de el Aeropuerto Internacional de Sharm el-Sheij, falleciendo los 135 pasajeros, muchos de ellos turistas franceses y los 7 miembros de la tripulación. Los restos se encontraron cerca de 9 millas al sur del aeropuerto. Los resultados de la investigación del accidente fueron controvertidos, y los investigadores de accidentes de los diferentes países involucrados no pudieron ponerse de acuerdo sobre la causa del accidente.
El vuelo 604 fue el desastre aéreo más mortífero en Egipto hasta que fue superado casi doce años después por el bombardeo del vuelo 9268 de Metrojet. Sigue siendo el accidente más mortal que involucra a un avión Boeing 737 Classic.
Fue el desastre aéreo más grave de 2004.

## Historia del vuelo

### Aeronave
La aeronave, un Boeing 737-3Q8 de 11 años y 3 meses fue originalmente entregado a TACA Airlines en 1992. Otros operadores incluyeron a Color Air, la aerolínea egipcia Mediterranean Airlines y la antes identidad corporativa de Flash Airlines, Heliopolis Airlines.

### Vuelo
Según el plan de vuelo, el avión despegó a las 02:44 GMT, desde el aeropuerto egipcio, en ruta a París a través de El Cairo. Consigo llevaba 135 pasajeros, 6 tripulantes y 7 empleados de la aerolínea. La mayoría de los pasajeros eran turistas franceses que retornaban tras las fiestas de final de año.
Momentos tras el despegue, el avión comienza un giro gradual hacia la derecha de la aeronave hasta alcanzar una inclinación de 40 grados, lo que produjo que avión comenzará a entrar en pérdida. Tras un intento de maniobrar la aeronave, el avión comenzó a inclinarse más sobre la derecha alcanzando los 50 grados de inclinación, lo que produjo que el avión perdiera su centro de gravedad y entrada en picada en el mar Rojo, desintegrándose en el momento del impacto.
Al momento del impacto, el avión tenía la nariz en 24° hacia abajo, con una impacto de 3,9 G y una velocidad de 416 nudos, según la información contenida en las cajas negras del avión.
De acuerdo a la investigación llevada por organismos franceses, estadounidenses y egipcios, el capitán Abdullah Khadr posiblemente sufrió desorientación a la hora de ubicarse dentro del espacio, sumado al hecho que el despegue fue nocturno y sin referencias visuales debido a la ausencia de Luna. Otro factor probable del accidente fue que un fallo en el timón o en los algoritmos de decisión del sistema computarizado ocasionó el giro inesperado del avión.

### Pasajeros y tripulación
| Nacionalidad                    | Pasajeros | Tripulación | Total |
| ------------------------------- | --------- | ----------- | ----- |
| Canadá; Estados Unidos y Egipto | 0         | 1           | 1     |
| Egipto                          | 0         | 5           | 5     |
| Francia                         | 139       | 0           | 139   |
| Marruecos                       | 2         | 0           | 2     |
| Japón                           | 1         | 0           | 1     |
| Total                           | 142       | 6           | 148   |

## Investigación
La investigación involucró a dos agencias internacionales además de las autoridades egipcias, estas agencias eran la estadounidense National Transportation Safety Board (NTSB o Junta Nacional de Seguridad del Transporte) en virtud de que el avión siniestrado, un Boeing 737, se había fabricado en Estados Unidos, la otra era la francesa Bureau d'Enquêtes et d'Analyses pour la sécurité de l'Aviation Civile (BEA o Junta de Análisis y Averiguaciones para la Seguridad de la Aviación Civil) ya que la mayoría de los pasajeros muertos eran franceses. 
Se pensó, inicialmente que era un atentado terrorista, puesto que el entonces Primer Ministro británico Tony Blair también había ido de vacaciones a Sharm el-Sheikh, y había una amenaza sobre él y los vuelos extranjeros por un grupo fundamentalista en Yemen que se atribuía desde un comienzo, la destrucción del avión como una protesta contra una nueva ley en Francia que prohíbe el velo en las escuelas. Los investigadores de accidentes desestimaron esta teoría cuando se halló los restos del avión en un estrecho campo de fragmentos sobre el Mar Rojo, esto indicaba que la aeronave se había estrellado en una pieza; y no fue volado en pleno vuelo, como se pensaba desde un principio, puesto que si hubiera sido así, el avión se hubiera desintegrado y hubiera dejado fragmentos en un gran rango de terreno.
Lo primero que notaron los investigadores era que había pocos restos en el mar, lo cual daba la primera pista de que el aparato habría caído de una sola pieza, contra lo que se empezaba a especular de que aquello había sido un atentado terrorista, y varios grupos se estaban tratando de hacerse publicidad de que el vuelo 604 había sido en realidad un atentado, de haber sido cierto, entonces el avión hubiese explotado en pleno vuelo y sus restos estarían muy dispersos, pero no era así. Lo que siguió en la investigación era recuperar las grabadoras de voz de cabina y de datos de vuelo, y en combinación con investigadores egipcios y de la Marina Francesa que mandaron buzos y barcos a recuperar todos los restos posibles, y se dieron a la tarea de armar este rompecabezas.
El Ministerio de Aviación Civil (MCA) investigó el accidente, con la asistencia de la Junta Nacional Estadounidense de Seguridad del Transporte (NTSB) y la Oficina francesa de Investigación y Análisis para la Seguridad de la Aviación Civil (BEA).
La MCA publicó su informe final sobre el accidente el 25 de marzo de 2006. El informe no concluyó con una causa probable, sino que enumeró cuatro "causas posibles".
La NTSB y la BEA concluyeron que el piloto sufría desorientación espacial y el copiloto no estaba dispuesto a desafiar a su superior más experimentado. Además, según la NTSB y la BEA, ambos oficiales no estaban suficientemente capacitados. La NTSB declaró que la grabadora de voz de la cabina mostró que pasaron 24 segundos después de que el avión se inclinó antes de que el piloto comenzara las maniobras correctivas. Las autoridades egipcias no estuvieron de acuerdo con esta evaluación y, en cambio, culparon a problemas mecánicos. Shaker Kelada, el principal investigador egipcio, dijo que si Hamid, que tenía más experiencia que el copiloto, detectaba algún problema con el vuelo, habría planteado objeciones. Algunos informes de los medios sugieren que el avión se estrelló debido a problemas técnicos, posiblemente como resultado del historial de seguridad aparentemente cuestionable de la aerolínea. Esta actitud fue mostrada en una rueda de prensa ofrecida por el jefe de la BEA, quien fue reprendido por la madre del primer oficial durante una rueda de prensa, y exigió que la tripulación fuera absuelta de culpa antes de que finalizara la investigación. Dos meses después del accidente, Flash Airlines se declaró en quiebra.
Según un extracto de la página cinco de los comentarios de Estados Unidos sobre el informe final de este accidente:

Las desviaciones de la velocidad aerodinámica y del ángulo de inclinación lateral indicaron que el capitán desvió su atención del monitoreo de las indicaciones de actitud durante y después del proceso de desconexión del piloto automático. Los cambios en el estado del modo del sistema de vuelo automático ofrecen la mejor explicación para la distracción del capitán. Los siguientes cambios ocurrieron en el estado del modo del sistema de vuelo automático poco antes del inicio del giro a la derecha: (1) activación manual del piloto automático, (2) transición automática de la guía de balance desde la selección de rumbo al control de giro del volante (CWS-R), (3) desconexión manual del piloto automático y (4) reactivación manual de la selección de rumbo para guía de balanceo. La transición al modo CWS-R ocurrió de acuerdo con la operación nominal del sistema porque el capitán no estaba siguiendo de cerca la guía del director de vuelo en el momento de la activación del piloto automático. Es posible que el capitán no esperara la transición y que no entendiera por qué ocurrió. El capitán probablemente se estaba refiriendo al cambio de modo del modo de comando a CWS-R cuando dijo, "¿Ves lo que hizo la aeronave?" Poco después de que ocurriera. La evidencia disponible indica que el cambio de modo inesperado y el subsecuente enfoque de la tripulación de vuelo de la atención al restablecimiento de la guía de balanceo para el sistema de vuelo automático fueron las razones más probables de la distracción del capitán de monitorear la actitud ".

Los problemas asociados con la complejidad de los sistemas de piloto automático se documentaron en la edición de junio de 2008 de Aero Safety World. Antes de completar la investigación, el escritor de aviónica David Evans sugirió que las diferencias en la instrumentación entre el MiG-21 (con el que el capitán tenía experiencia) y el Boeing 737 pueden haber contribuido al accidente.

## Desenlace
Pero no a todos los familiares de la víctimas del accidente les gusto este veredicto, las familias de los pilotos protestaron enérgicamente diciendo que aquel documento era parcial, pero hubo algo misterioso, cuando los investigadores intentaron verificar los reportes de mantenimiento de Flash Airlines se hallaron con que no solo no estaban, sino que no tenían copias de respaldo, y luego se supo otra cosa aún más escandalosa, apenas se supo qué le había pasado al vuelo 604 los directivos de Flash Airlines hicieron destruir todos los récords de mantenimiento de las aeronaves a su cargo.
Había mucho qué ocultar bajo el tapete, un pasajero que un año antes había viajado en un avión de Flash Airlines se quejó de que durante su vuelo un motor se incendió y debieron hacer un aterrizaje de emergencia, y jamás se supo qué había causado ese incidente, ahora, al saber lo que le pasó al vuelo 604 no le cupo la menor duda de que la aerolínea no estaba dando el debido mantenimiento a sus aviones. 
En medio del escándalo y a dos meses de la tragedia Flash Airlines se declaró en quiebra, se sabe que sigue operando con otra administración.
En tanto las familias de los fallecidos han levantado un monumento a sus seres perdidos en un cementerio de París.

## Dramatización
La historia del desastre fue presentado en la cuarta temporada de Mayday: Catástrofes Aéreas del canal National Geographic en Latinoamérica con el nombre de "Picada Mortal" en el 2007. También fue reseñado en el especial de seguridad aérea, en el episodio "¿Quién está volando el avión?" del mismo año.

## Galería

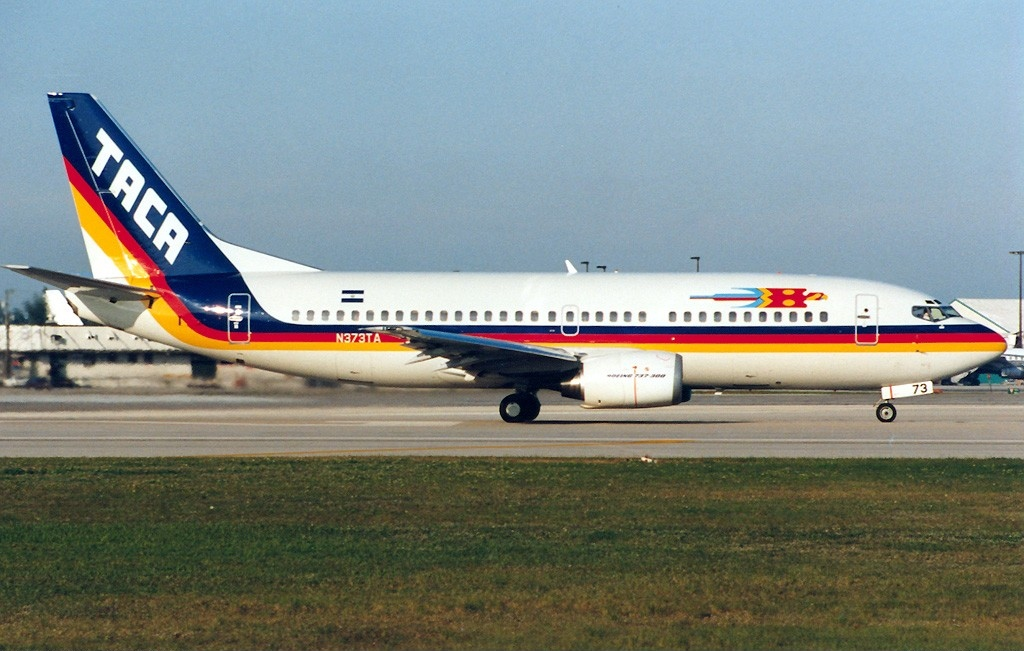
El avión accidentado fotografiado en el Aeropuerto Internacional de Miami en diciembre de 1992 mientras estaba en servicio con TACA Airlines.
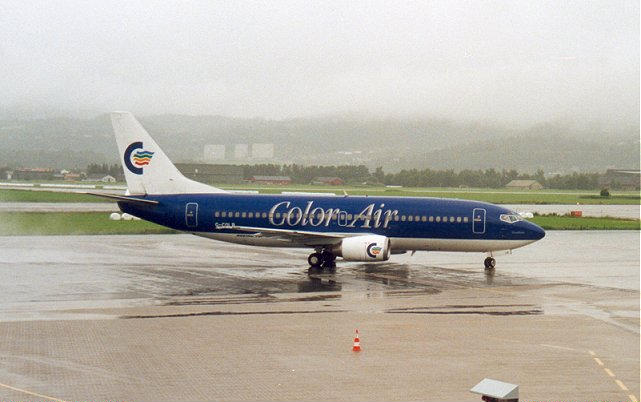
El avión accidentado fotografiado en julio de 1999, mientras estaba en servicio con Color Air.
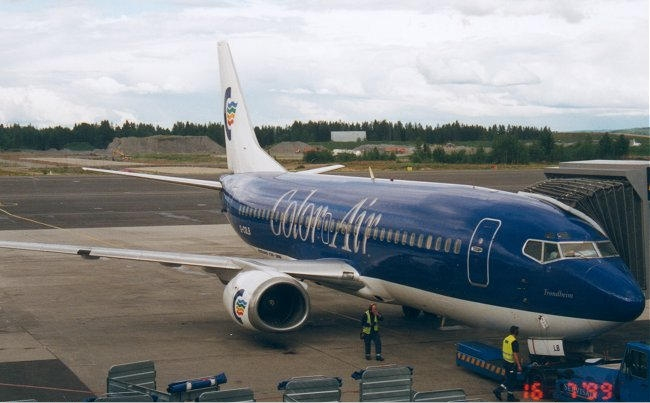
El avión accidentado fotografiado en julio de 1999.
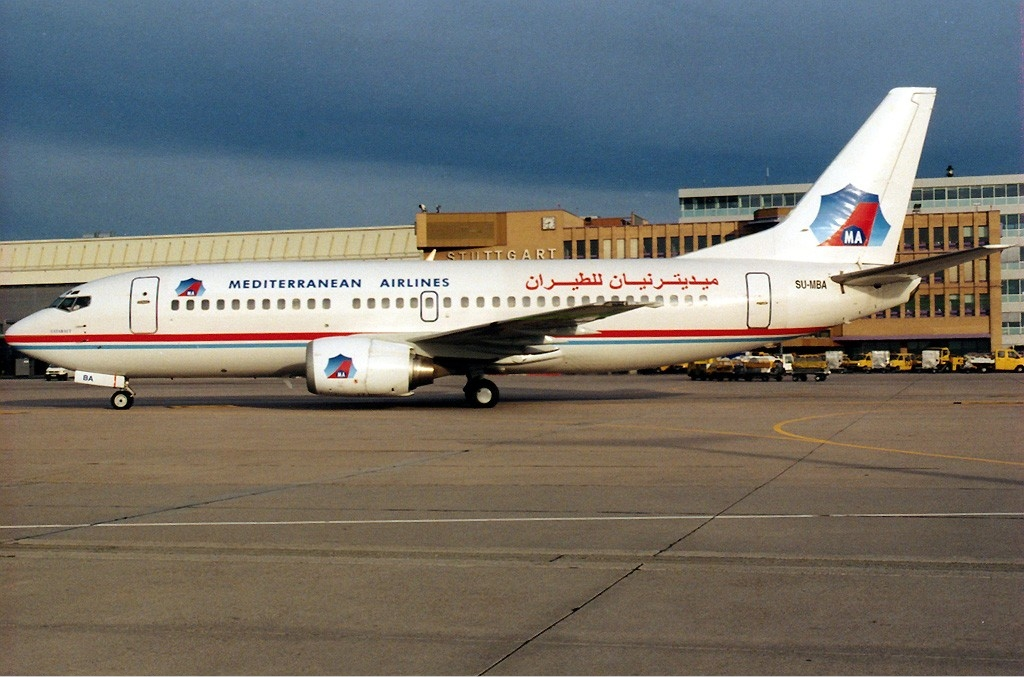
El avión accidentado fotografiado en octubre de 2000, mientras estaba en servicio con Mediterranean Airlines.
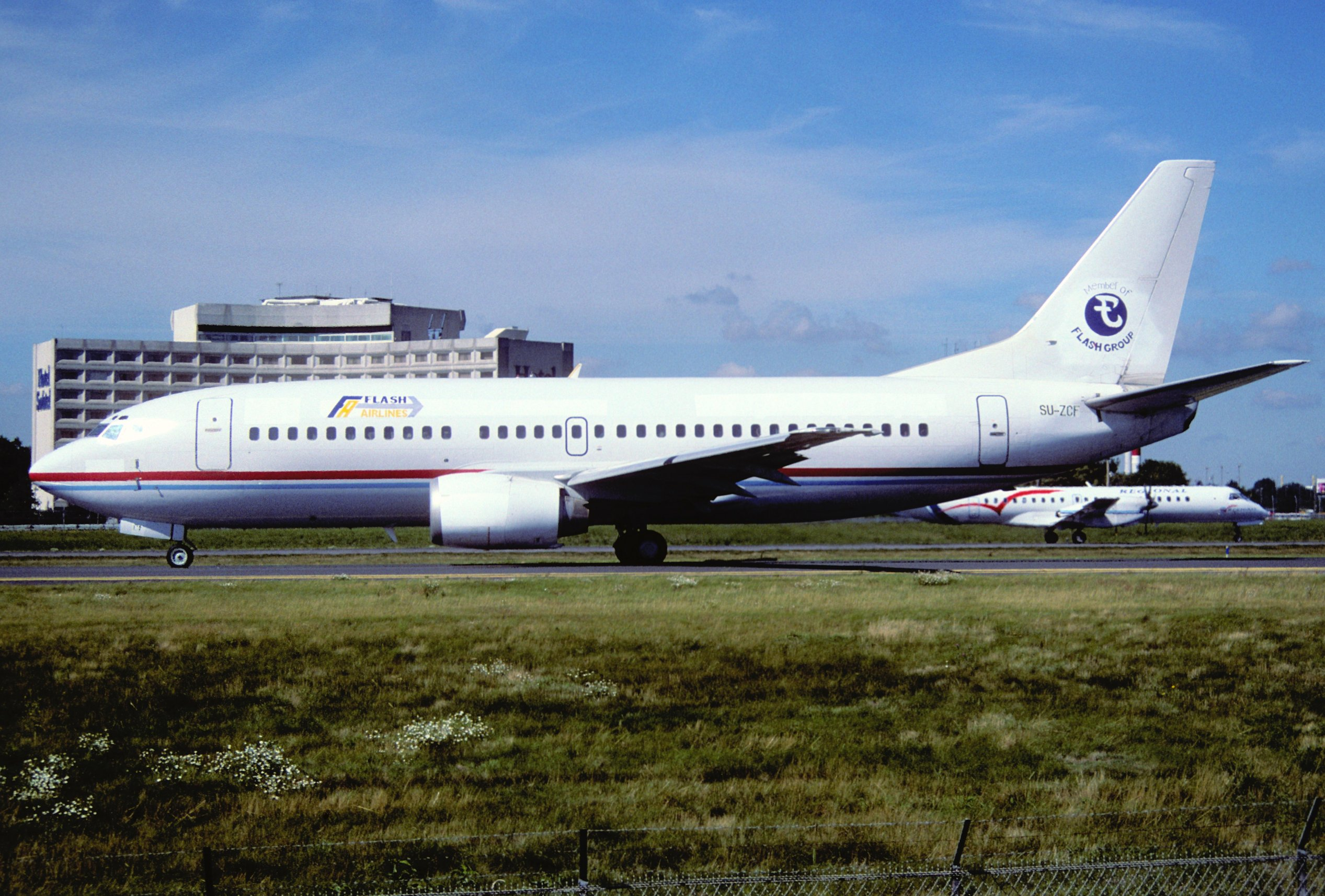
El avión accidentado fotografiado en agosto de 2000.
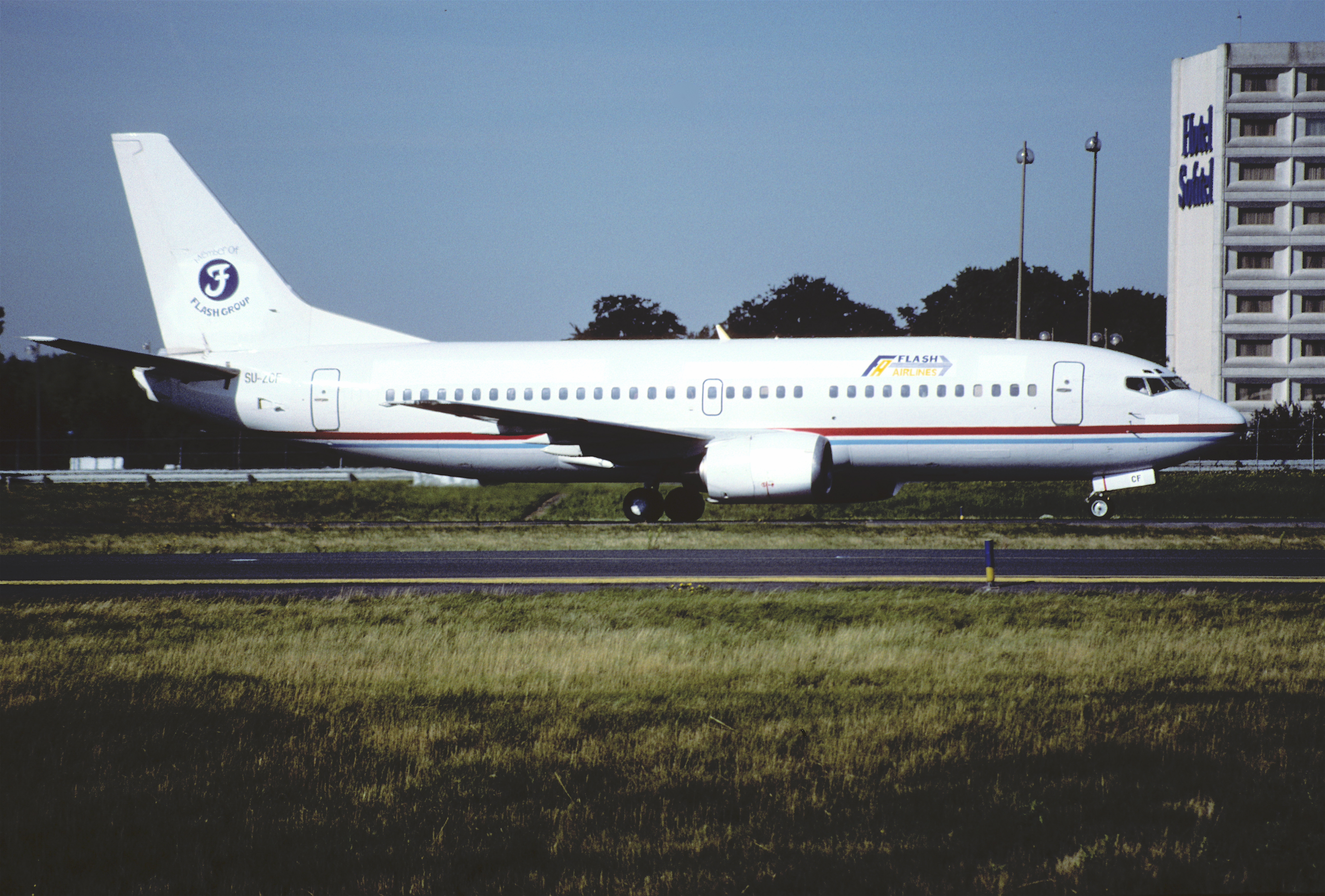
El avión accidentado fotografiado en agosto de 2000.
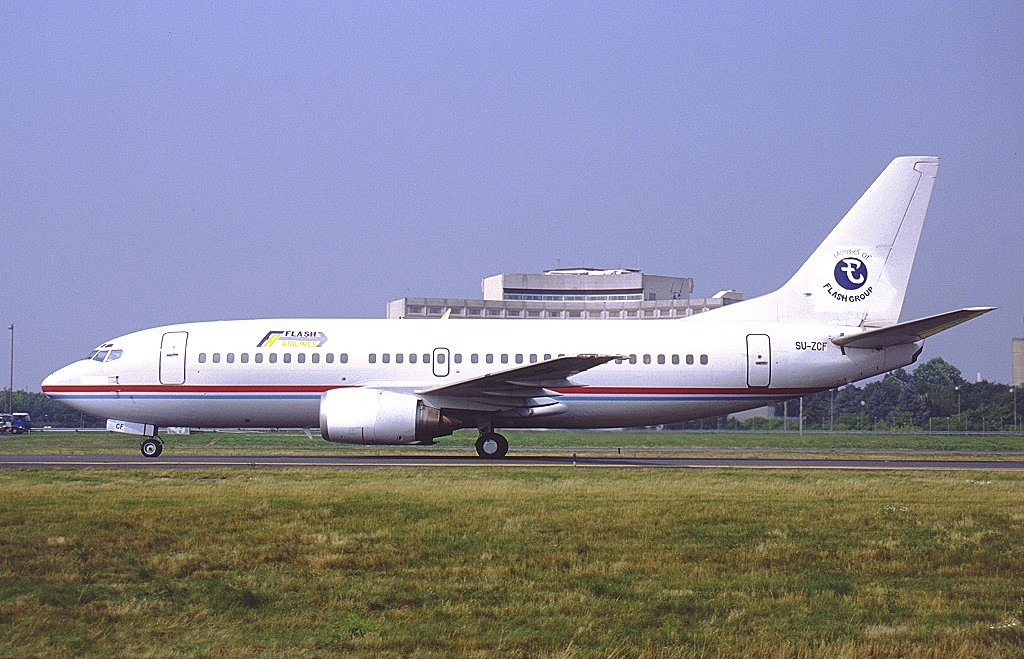
El avión accidentado fotografiado en julio de 2001.
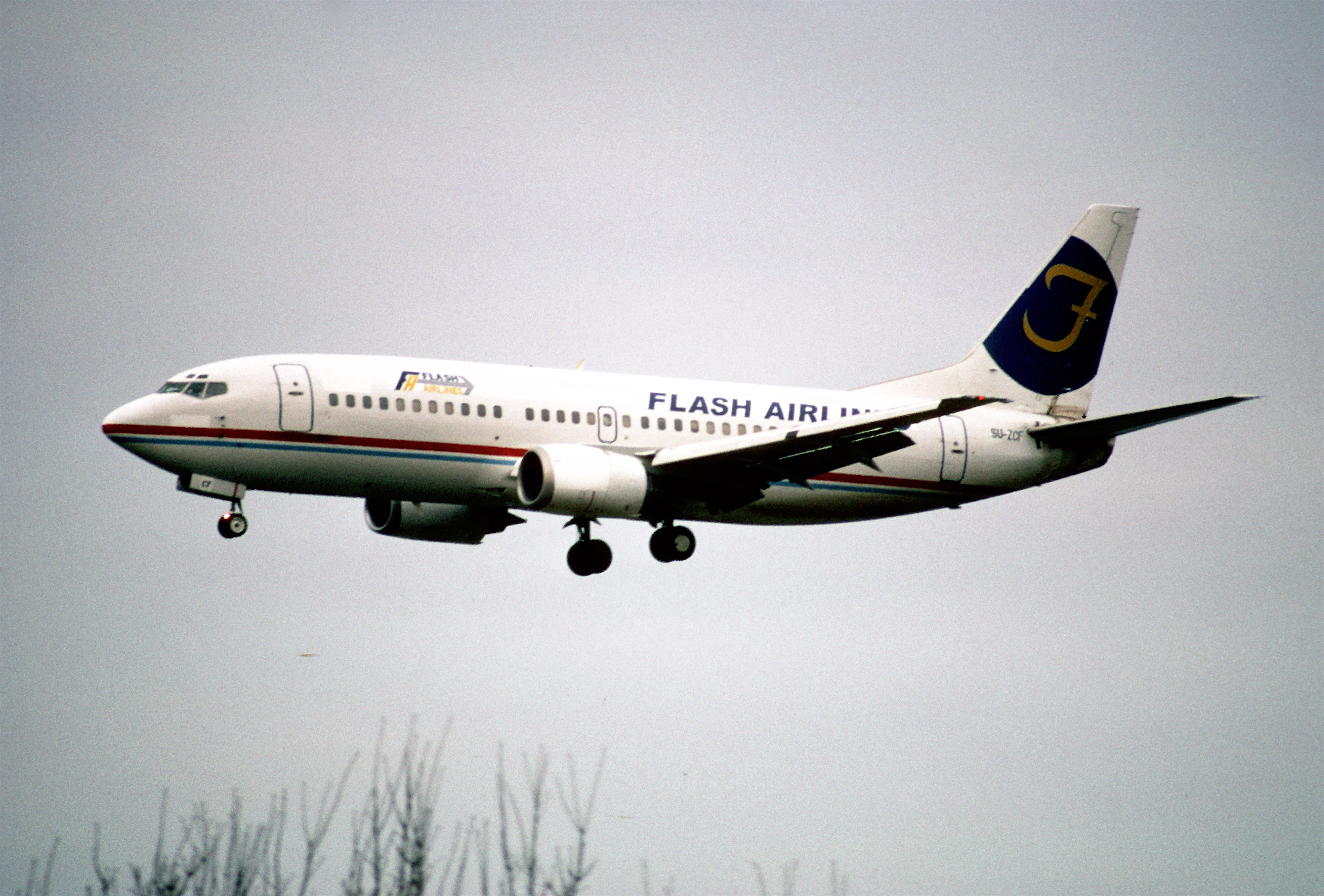
El avión accidentado fotografiado en marzo de 2002.